# Соуда Спрингс
Соуда Спрингс (на английски: Soda Springs) е град в окръг Карибу, щата Айдахо, САЩ. Соуда Спрингс е с население от 3381 жители (2000) и обща площ от 11,8 km². Намира се на 1760 m надморска височина. ЗИП кодът му е 83230, 83276, 83285, а телефонният му код е 208.